# Yonkey
yonkey（ヨンキー、1997年5月4日 - ）は、日本の音楽プロデューサー、作詞・作曲家、編曲家。Klang Rulerのボーカリスト。アソビシステム所属。東京スクールオブミュージック専門学校卒業。

## 経歴
高校在学中に自身がフロントマンを務めるKlang Rulerを結成。2018年にアソビシステムが行った全国オーディション「ASOBISYSTEM THE AUDITION 2018」でLINE MUSIC賞を受賞、2019年7月にAAAMYYYとのコラボ曲「ダウナーラブ feat. AAAMYYY」をリリース。作詞・作曲家として新しい学校のリーダーズや入野自由などに楽曲提供。

## 主な楽曲提供アーティスト
- 新しい学校のリーダーズ
  - オトナブルー（作曲）
  - ケセラセラ（作詞・作曲）
  - NAINAINAI（作詞・作曲）
  - Freaks（作詞・作曲）
  - WOO! GO!（作詞・作曲）
  - Suki Lie（作詞・作曲）
  - Giri Giri（作詞・作曲）
  - Tokyo Calling（作詞・作曲）
  - Toryanse（作詞・作曲）
  - Change（作詞・作曲）
  - One Heart（作詞・作曲）
- 入野自由
  - ライフダンサー（作詞・作曲）
- Klang Ruler
  - Set Me Free（作詞・作曲）
  - ちょっとまって（作詞・作曲）
  - ジェネリックラブ（作詞・作曲）
- FANTASTICS from EXILE TRIBE
  - アプデライフ（作詞・作曲）
- ももいろクローバーZ
  - 追憶のファンファーレ（作詞・作曲）

## ディスコグラフィー
- ダウナーラブ(feat. AAAMYYY) - 2019年7月10日
- Haunter (feat. Ace Hashimoto) - 2020年2月26日
- タイムトリップ(feat. さなり) - 2020年4月8日
- 飛ぶ、サイハテ。(feat. 足立佳奈) - 2021年5月28日